# Patricio Borghetti
Juan Patricio Borghetti Imérito (ur. 5 grudnia 1973 w Buenos Aires) – argentyńsko-meksykański aktor, piosenkarz i model. Znany głównie z roli Enrique Madariagi w serialu Zbuntowani.

## Życiorys
Urodził się w Buenos Aires. Kiedy miał czternaście lat występował z zespołem rockowym Sur (Południe). Następnie mając osiemnaście lat pracował jako model, pojawił się w kilku telenowelach argentyńskich
W 1999 wyjechał do Meksyku, gdzie zagrał w muzycznym serialu DKDA: Sueños de juventud. Popularność przyniosła mu rola Enrique Madarriaga w serialu Zbuntowani (Rebelde, 2004, 2006).
W 2002 wystąpił w meksykańskiej edycji Big Brother: VIP, a w maju 2004 w edycji Big Brother Vip 3: Capitulo 2.
10 lipca 2004 zawarł związek małżeński z meksykańską aktorką Grettell Valdéz. 25 lipca 2008 urodził im się syn Santino. Para rozwiodła się w 2010.

## Filmografia
- 1994: Montaña Rusa
- 1996–1997: 90-60-90 modelos
- 2000: DKDA: Sueños de juventud jako Axel Harris
- 2001: El Juego de la vida jako Patricio 'Pato' Fernández
- 2001: María Belén jako Ángel
- 2004: Zbuntowani (Rebelde) jako Enrique Madarriaga
- 2004: Ángel rebelde jako Juan Cuchillo
- 2006: Zbuntowani (Rebelde) jako Enrique Madarriaga
- 2007: Sexo y otros secretos jako Santiago
- 2007: Amor mío jako Javier
- 2008–2009: Nie igraj z aniołem (Cuidado con el ángel) jako Pato
- 2009–2010: Atrevete a soñar jako René
- 2010–2011: Teresa jako Martín Robles Ayala
- 2011–2012: Esperanza del corazón jako Mariano Duarte
- 2012−2013: La mujer del Vendaval jako Cristian Serratos
- 2013–2014: Por siempre mi amor jako Adrián San Román
- 2015–2016: Antes muerta que Lichita jako Néstor Acosta

## Dyskografia
- 2000: DKDA (Sueños de Juventud)
- 2002: Patricio Borghetti
- 2006: Eternamente